# Szkander Szújah
Skander Souayah (arabul: إسكندر السويح; Szfaksz, 1972. november 20. –) tunéziai labdarúgó-középpályás.